# Томассина, Умберто
Умбе́рто Томасси́на, встречается также вариант с одной буквой s в фамилии (Томасина), (исп. Humberto Tomassina, 12 сентября 1898 — 12 июня 1981) — уругвайский футболист, выступавший на позициях защитника и полузащитника. Олимпийский чемпион 1924 года и чемпион Южной Америки 1923 года в составе сборной Уругвая.

## Биография
Умберто Томассина на клубном уровне выступал за «Ливерпуль» из Монтевидео, за который дебютировал около 1918 года. Известно, что он не был участником первого состава Ливерпуля 1915 года. О других командах в клубной карьере Томассины данных нет.
В 1923 году Томассина был включён в заявку сборной Уругвая, выигравшей домашний чемпионат Южной Америки. Дебютировал за сборную 25 мая 1924 года в товарищеской игре против Аргентины
В 1924 году Томассина в составе уругвайской делегации поехал в Париж, где сборная Уругвая завоевала золотые медали. На Олимпиаде помимо Томассины в составе сборной выступили ещё два представителя «Ливерпуля» из Монтевидео, защитник Педро Этчегойен (резервный игрок) и крайний нападающий Хосе Найя (сыграл 2 игры). Томассина сыграл в паре с Хосе Насасси в обороне в игре первого круга против сборной Королевство сербов, хорватов и словенцев (7:0). В 1/8 финала против США (3:0) Умберто сыграл уже в полузащите. В оставшихся матчах Томассина не появлялся. Таким образом, Томассина стал чемпионом Олимпийских игр.
Последнюю игру за сборную Уругвая Томассина провёл 18 августа 1928 года в Асунсьоне в товарищеской игре против Парагвая. Умберто Томассина умер 12 июня 1981 года.

## Титулы
- Олимпийский чемпион (1): 1924
- Чемпион Южной Америки (1): 1923